# Ivonne Leal
Ivonne Leal (ur. 27 lutego 1966 w San Nicolás de Bari) – kubańska lekkoatletka specjalizująca się w rzucie oszczepem, złota medalistka letniej uniwersjady w Kobe (1985).

## Sukcesy sportowe
- 1985 – Kobe, letnia uniwersjada – złoty medal
- 1986 – Santiago de los Caballeros, igrzyska Ameryki Środkowej i Karaibów – srebrny medal
- 1987 – Indianapolis, igrzyska panamerykańskie – złoty medal
- 1987 – Rzym, mistrzostwa świata – VIII miejsce
- 1988 – mistrzostwa Kuby[1] – złoty medal

## Rekordy życiowe
- rzut oszczepem – 71,82 – Kobe 30/08/1985